# Vilmos Vajta
Vilmos Vajta (* 15. Juni 1918 in Kecskemét, Ungarn; † 21. Oktober 1998 in Alingsås, Schweden) war ein ungarisch-schwedischer evangelisch-lutherischer Geistlicher und Theologe mit dem Schwerpunkt Lutherforschung. Er gehörte zu den führenden Persönlichkeiten des Lutherischen Weltbunds und hatte bedeutenden Anteil am lutherisch-katholischen Dialog auf Weltebene.

## Leben
Vajta war ein Sohn von Vilmos Wagner und Anna geb. Lütze. Nach der Annexion Österreichs durch das Deutsche Reich 1938 nahm er aus Protest den ungarischen Namen Vajta an. Von 1936 bis 1940 studierte er an der Theologischen Fakultät in Sopron. 1940 wurde er ordiniert. Nach seelsorgerischen Tätigkeiten ging er 1941 mit einem Stipendium nach Schweden, wo er zunächst in Uppsala, dann in Lund (Anders Nygren) seine theologischen Studien fortsetzte. Er promovierte mit der deutschsprachigen Arbeit Die Theologie des Gottesdienstes bei Luther (1952), die wegweisend wurde.
1949 nahm er die schwedische Staatsbürgerschaft an und wurde Pfarrer der Schwedischen Kirche. Seine Frau war Schwedin; mit ihr hatte er einen Sohn und zwei Töchter. Er beherrschte mehrere Sprachen und publizierte in Deutsch, Englisch, Schwedisch, Ungarisch und Französisch.
Der 1947 gegründete Lutherische Weltbund errichtete 1952 in Genf seine Theologische Abteilung und berief Vajta zum ersten Direktor. Er war eine wichtige Stimme in der Theologischen Kommission und initiierte 1956 mit Regin Prenter die Internationalen Lutherforschungskongresse.
1964 wurde Vajta zum ersten Direktor des Instituts für ökumenische Forschung in Straßburg berufen. Bis zu seiner Emeritierung 1981 prägte er dessen Arbeit nachhaltig. Er wirkte im Ökumenischen Rat der Kirchen mit und war offizieller Beobachter beim Zweiten Vatikanischen Konzil. Als führender lutherischer Vertreter nahm er an den offiziellen bilateralen Gesprächen mit römisch-katholischen Theologen teil.
Seine ungarische Heimatkirche kritisierte er scharf wegen deren, wie er meinte, zu enger Kooperation mit dem kommunistischen Regime. Dafür wurde er auch seinerseits teilweise heftig kritisiert. Nach dem Ende des Kommunismus kam es zur Aussöhnung, symbolisiert in der Verleihung der Ehrendoktorwürde der Budapester Theologischen Hochschule der
Lutherischen Kirche in Ungarn 1990. In den folgenden Ruhestandsjahren widmete er sich verstärkt der Geschichte des ungarischen Luthertums.